# Ophioderma cinerea
Ophioderma cinerea är en ormstjärneart som beskrevs av Müller och Franz Hermann Troschel 1842. Ophioderma cinerea ingår i släktet Ophioderma och familjen Ophiodermatidae. Inga underarter finns listade i Catalogue of Life.